# 449 (číslo)
Čtyři sta čtyřicet devět je přirozené číslo. Následuje po číslu čtyři sta čtyřicet osm a předchází číslu čtyři sta padesát. Římskými číslicemi se zapisuje CDXLIX, CDXLIL nebo ICDL a řeckými číslicemi υμθ.

## Matematika
449 je:
- Deficientní číslo
- Prvočíslo
- Šťastné číslo

## Astronomie
- (449) Hamburga je planetka hlavního pásu, kterou objevili v roce 1899 Max Wolf a Arnold Schwassmann

## Roky
- 449
- 449 př. n. l.